# P. Nagy István
P. Nagy István (Székelykeve, 1961. január 10. –) költő, kritikus, szerkesztő, pedagógus.

## Életrajz
Az általános iskolát szülőhelyén, a dél-bánáti Székelykevén, a gimnáziumot Pancsován és Kovinban végezte. Az Újvidéki Egyetem Bölcsészettudományi Karán szerzett magyar nyelv és irodalom szakos diplomát 1986-ban. 1986 és 1988 között a Képes Ifjúság irodalmi rovatát szerkesztette. 1987-től 1993-ig a Forum Könyvkiadó szerkesztője volt. 1993-ban Magyarországra költözött, azóta Szolnokon él, a Varga Katalin Gimnázium magyartanára.  A Szolnokon megjelenő Eső című folyóirat szerkesztője volt a lap indulásától 2021-ig.
Versei megjelentek számos folyóiratban, saját köteteiben és antológiákban is. Esszéket, kritikákat közöl, több kötetnek volt a szerkesztője. Tagja a Magyar Írószövetségnek.

## Család
Felesége Méri-Nagy Judit. Előző házasságából születtek gyermekei: Andor (1991), Benjámin (1996) és Lea (2000).

## Díjak[2]
- Sinkó Ervin-díj (1986)
- Móricz Zsigmond irodalmi alkotói ösztöndíj (1993)

## Kötetei[3]
- Ágrólszakadtak (versek, zEtna, 2022 - fedőlap és illusztrációk: Verebes György)
- Olvasólámpa (tárcák, kritikák, Új Színházért Alapítvány, 2003)
- A hely grammatikája (versek, MTA Jász-Nagykun-Szolnok Megyei Tudományos Testület, 2000)
- Holt idény (versek, Forum Könyvkiadó Intézet, 1993)
- Köralagút (versek, Forum Könyvkiadó Intézet, 1989 - fedőlap és illusztrációk: Péter László)
- Alkalmatlan évszak (versek, Forum Könyvkiadó Intézet, 1985 - fedőlap: Penovác Endre)